# Distretto di Yaozhou
Il distretto di Yaozhou (耀州区S, Yàozhōu QūP) è un distretto della Cina, situato nella provincia dello Shaanxi e amministrato dalla prefettura di Tongchuan.